# 罗卡格里马尔达
罗卡格里马尔达（義大利語：Rocca Grimalda），是意大利亚历山德里亚省的一个市镇。总面积15.64平方公里，人口1540人，人口密度98.5人/平方公里（2009年）。ISTAT代码为006147。